# Gura Humorului

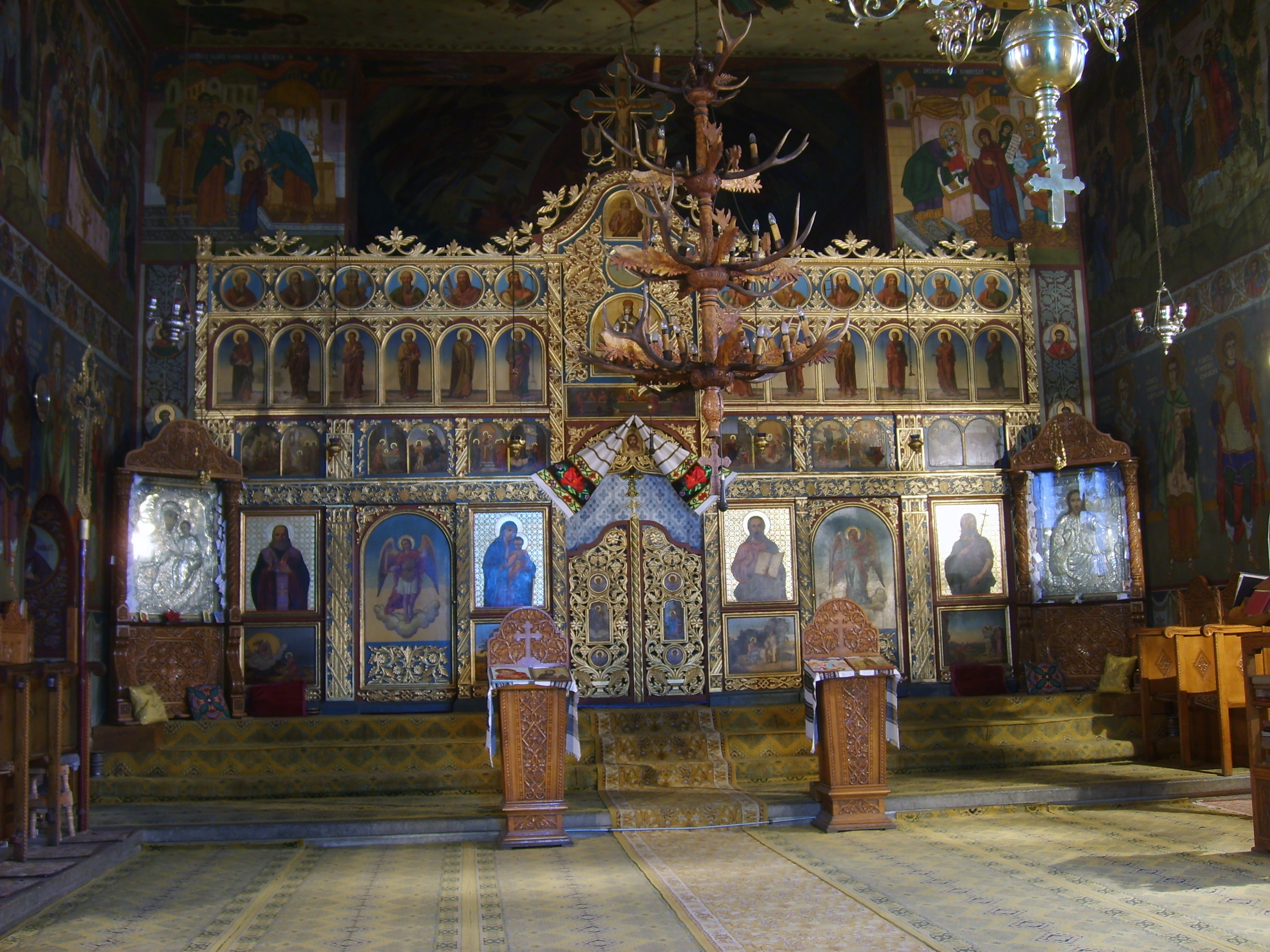
A „Sfinții Împărați Constantin și Elena” templom belseje

Gura Humorului (héberül: גורה חומורולוי – Gur’ Humuruluei vagy גורה הומורה – Gur' Humura, németül és lengyelül: Gura Humora) város Suceava megyében, Bukovinában, Romániában.

## Fekvése
A Humor folyó és a Moldova folyó találkozásánál helyezkedik el, a megyeszékhelytől, Szucsávától 34 km-re.

## Nevének eredete
A város nevét a Humor, vagy régi magyar nevén a Hamar, nevű folyóról kapta. Akár csak a Sebes-Körös esetén a folyó neve a gyors folyási sebességre utal (azaz szó szerint fordítva: A Hamar Szája, vagy Hamartő).

## Történelem
Első írásos említése 1490-ből való, III. István moldvai fejedelem egyik rendeletében, Gura Homorului néven.
1782-ben a régió osztrák katonai parancsnoksága a városba helyezte át székhelyét, egy erődöt építve a település közelében.
1835-től távíróvonallal kötötték össze Bécs városával.
1904-ben városi rangot kapott.
1956 és 1958 között kiépítették a Moldova folyó töltéseit, melyek 1971-ben, 1972-ben és 1973-ban átszakadtak, a víz elöntötte a város nagy részét.
1972 és 1981 között a Moldva folyó bal partján, a töltések mögött, több hektáron, a területet vastag termőföldréteggel töltötték fel, és egy gazdag arborétumot hoztak létre rajta.

## Népesség
A lakosság számának alakulása:
- 1912 – 5308 lakos
- 1930 – 6042 lakos
- 1948 – 4573 lakos
- 1956 – 7216 lakos
- 1966 – 9081 lakos
- 1977 – 13 235 lakos
- 1992 – 16 629 lakos
- 2002 – 15 656 lakos

A település etnikai összetétele a 2002-es népszámlálási adatok alapján:
- Románok: 14 974 (95,64%)
- Romák: 396 (2,52%)
- Németek: 129 (0,82%)
- Lengyelek: 69 (0,44%)
- Lipovánok: 30 (0,19%)
- Magyarok: 20 (0,12%)
- Ukránok: 20 (0,12%)
- Zsidók: 7 (0,04%)
- Olaszok: 2 (0,01%)
- Szerbek: 2 (0,01%)
- Törökök: 1 (0,0%)
- Görögök: 1 (0,0%)
- Más etnikumúak: 5 (0,03%)

A lakosság 93,94%-a (14 708 lakos) ortodox vallású. A római katolikusok száma 421 lakos, ami 2,68%-ot jelent.

## Látnivalók
- Arborétum, a Moldova folyó bal partján
- Voroneți kolostor – a város szomszédságában
- „Sfinții Împărați Constantin și Elena” – ortodox templom
- Olga Kobyleanska – ukrán író mellszobra, 2003-ban leplezték le

## Gazdaság
Fontos turisztikai központ.
1997-ben zárták be a városhoz tartozó bányát, valamint gyapot feldolgozó üzemet, ennek következményeként a lakosság több mint egynegyede munkanélküli lett.
2000 után két új üzem nyitotta meg kapuit, az egyik biohúskészítmények előállításával (tartósítószer nélküli) foglalkozik, a másik egy tejüzem.

## Hírességek
- Olga Kobyleanska (1863–1942) – ukrán író
- Schlomo Winninger (1877–1968) – író, helytörténész
- Gheorghe Flutur (1960–) – Szenátor 2000 óta; Mezőgazdasági, Erdészeti és Vidékfejlesztési Miniszter (2005–2006)

## Testvérvárosok
- Puck, Lengyelország[5]
- Sulina, Románia[6]